# Cairneyella variabilis
Cairneyella variabilis D.J. Midgley & Tran-Dinh – gatunek grzybów z typu Leotiomycetes. Grzyb mikroskopijny biorący udział w mykoryzie erikoidalnej (mykoryza zachodząca u roślin z rodziny wrzosowatych Ericaceae).

## Systematyka i nazewnictwo
Pozycja w klasyfikacji według Index Fungorum: Cairneyella, Incertae sedis, Helotiales, Leotiomycetidae, Leotiomycetes, Pezizomycotina, Ascomycota, Fungi.
Po raz pierwszy opisali go w 2015 r. D.J. Midgley i Nai Tran-Dinh w Australii. Należy do monotypowego rodzaju Cairneyella. Epitet rodzajowy nadano dla uczczenia australijskiego mykologa Johna Cairneya, epitet gatunkowy „variabilis” oznacza „zmienny” i odnosi się do zmienności morfologicznej tego gatunku.

## Hodowla
Kolonie łatwo rosną na wielu podłożach hodowlanych (MEA, CYA, PDA i MMN). Niezależnie od szczepu, średnica kolonii jest typowa zdecydowanie największe na MEA i PDA (47–50 mm i 44- 48 mm po 28 dniach). Na CYA rosną bardzo powoli, początkowo tworzą białą lub białawą grzybnię powietrzną, później przechodzącą w brązową z fioletowym odcieniem, są lekko kłaczkowate. Na podłożu MEA rosną szybciej, tworzą biała lub białawą grzybnię powietrzną, później przechodzącą w brązową ze szkarłatnym odcieniem. Strzępki białe, septowane i gładkie lub z drobnoziarnistymi granulkami o średnicy 2–2,5 µm. Nie zaobserwowano tworzenia konidiów, sklerocjów i chlamydospor. Stan seksualny nieznany.

## Genetyka i fizjologia
Genom C. variabilis ma długość 52,4 Mbp (milionów par zasad). Koduje on m.in. zestaw enzymów umożliwiających mu korzystanie z różnych źródeł węgla. Może wykorzystywać celulozę, karboksymetylocelulozę (CMC), celobiozę, ksylan, pektyny, skrobię i różne tanniny. C. variabilis jest w stanie degradować szereg
składników ściany komórkowej roślin.